# The Carter Family
The Carter Family è stato un gruppo folk, fondato in Virginia, statunitense. La loro musica ha avuto un profondo impatto sul country, ma anche su molti altri generi come il bluegrass, gospel, pop, rock, e sul folk revival degli anni '60.
Fu il primo gruppo vocale country ad avere un successo internazionale, grazie ad alcune registrazioni come Wabash Cannonball, Can the Circle Be Unbroken (By and By), Wildwood Flower e Keep On the Sunny Side.
Considerato spesso il più influente gruppo nella storia della musica country, la Carter Family coniò uno stile musicale e interpretativo che avrebbe ispirato una moltitudine di artisti venuti dopo, come Woody Guthrie, Bill Monroe, the Kingston Trio, Doc Watson, Bob Dylan, Joan Baez o Emmylou Harris. Tra i musicisti più popolari e di maggior successo commerciale nell'America degli anni '20 e '30, coniarono uno stile di chitarra, chiamato in loro onore "Carter picking", che fu di grande influenza per molti chitarristi venuti dopo, diventando uno stile dominante per diversi decenni.
I primi membri del gruppo furono Alvin Pleasant "A.P." Delaney Carter (1891-1960), sua moglie Sara Dougherty Carter (1898-1979), e sua cognata Maybelle Addington Carter (1909-1978).
La prima formazione della Carter Family, si sciolse definitivamente nel 1941, per poi riformarsi nel 1952. La seconda generazione, si sciolse nel 1956, e una terza generazione si formò nel 1966, per volere di Maybelle Carter. Analogamente alla Carter Family, nel 1943, Maybelle Carter creò, dalle ceneri della prima generazione, le The Carter Sisters, formazione costituita da Maybelle stessa assieme alle sue tre figlie June Carter (che diventerà poi moglie del musicista country Johnny Cash), Helen Carter e Anita Carter.
Nel 1970, la Carter Family fu il primo gruppo ad entrare a far parte della Country Music Hall of Fame, come tributo all'importante influenza sulla storia della musica e al loro lascito artistico.

## Storia

### La formazione e gli inizi

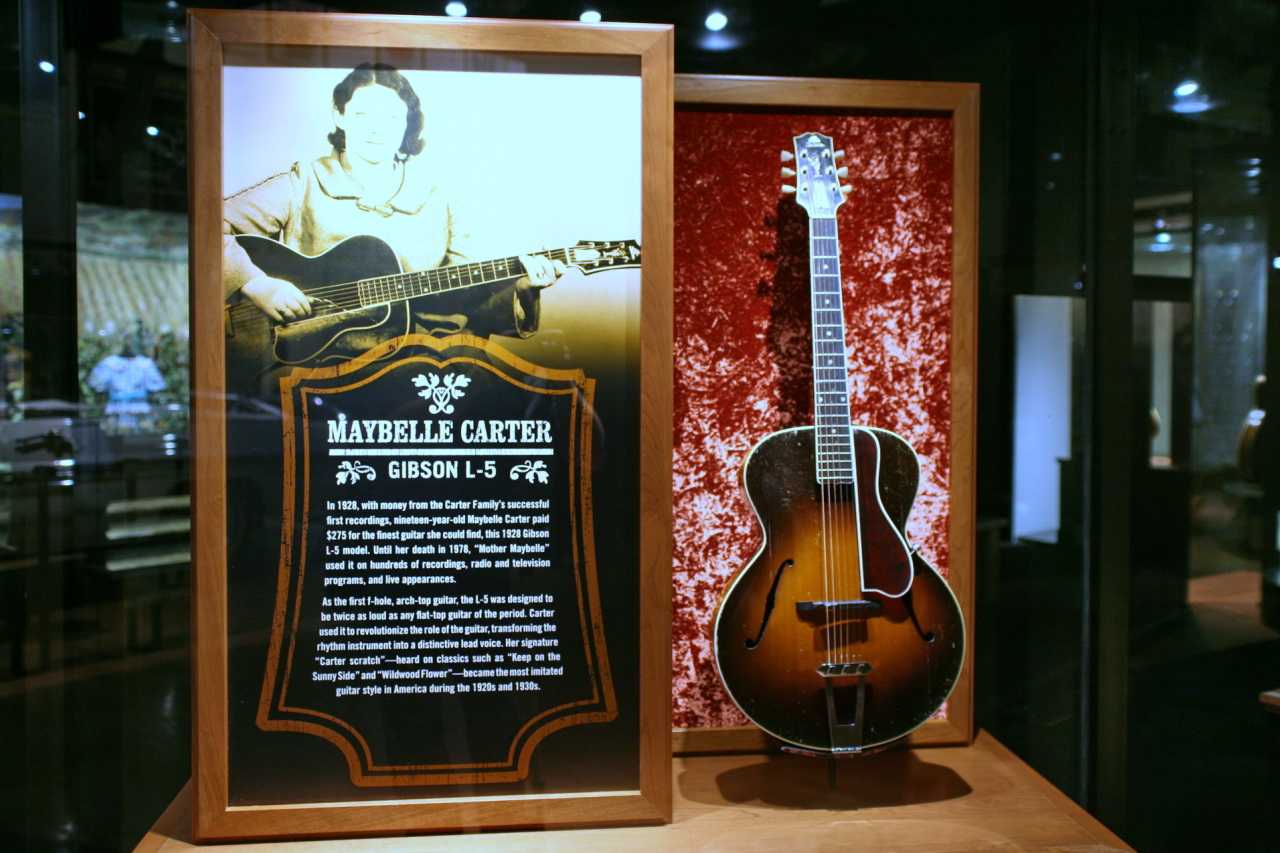
La chitarra originale di Maybelle Carter, esposta nella Country Music Hall of Fame

I primi membri del gruppo furono Alvin Pleasant "A.P." Delaney Carter (1891-1960), sua moglie Sara Dougherty Carter (1898-1979), e sua cognata Maybelle Addington Carter (1909-1978).
Fecero la loro prima registrazione il 2 agosto 1927. Il giorno prima A.P. Carter aveva convinto Sara e Maybelle a fare il viaggio da Maces Spring (Virginia), a Bristol (Tennessee) per un'audizione dal produttore musicale Ralph Peer, il quale stava cercando nuovi talenti. Essi ricevettero $50 per ogni brano che registrarono.
Alla fine del 1927, la Victor Records pubblicò una serie di singoli del gruppo, tra cui Wandering Boy, Poor Orphan Child, mentre nel 1928 pubblicò The Storms Are on the Ocean e Single Girl, Married Girl, che divenne molto popolare.
Il 27 maggio 1928 Peer condusse il gruppo a Camden (New Jersey), dove registrarono molti singoli che avrebbero segnato il loro successo; durante il febbraio del 1929 registrarono molti altri singoli. All fine del 1930 avevano venduto negli Stati Uniti 300.000 dischi.

### Seconda generazione
Nel 1936, A.P e Sara divorziarono, e quest'ultima sposò il cugino dell'ex marito, spostandosi in California, e il gruppo si sciolse. Maybelle continuò però a esibirsi con le tre figlie, Anita, June, and Helen, che pubblicarono vari album fino agli anni settanta. A.P, Sara e i loro figli, Joe and Janette Carter, continuarono a realizzare come solisti un po' di brani negli anni cinquanta.
Nel 1987, riunite le sorelle June, Anita e Helen, con l'aggiunta della figlia di June, Carlene Carter, apparvero per l'ultima volta come The Carter Family, insieme a Johnny Cash, in un episodio del programma televisivo e musicale di Austin City Limits.
The Carter Family venne fatta entrare nella Country Music Hall of Fame nel 1970 e venne soprannominata "la prima famiglia della musica country". Nel 1988 venne inserita anche nella Grammy Hall of Fame, mentre nel 2001 entrò nella International Bluegrass Music Hall of Honor. Infine, nel 2005, il gruppo ricevette il Grammy Award alla carriera.

## Timeline della formazione e Personale
Di seguito, la timeline della formazione della Carter Family:
Di seguito, sarà elencato tutto il personale che ha fatto parte della Carter Family nei vari anni:
| (1927–1939)                           | - A.P. Carter – vocals - Maybelle Carter – vocals, guitar, autoharp - Sara Carter – vocals, guitar, autoharp |
| (1939–1940)                           | - A.P. Carter – vocals - Maybelle Carter – vocals, guitar, autoharp - Sara Carter – vocals, guitar, autoharp - Janette Carter – vocals - Joe Carter – vocals - Helen Carter – vocals - June Carter – vocals - Anita Carter – vocals |
| (1940–1944)                           | - A.P. Carter – vocals - Maybelle Carter – vocals, guitar, autoharp - Sara Carter – vocals, guitar, autoharp |
| (1944–1969)                           | - Maybelle Carter – vocals, guitar, autoharp - Helen Carter – vocals, accordion, guitar - June Carter – vocals, autoharp, guitar - Anita Carter – vocals, bass                                                                      |
| (1969–1971)                           | (Robbie Harden would join temporarily in 1969 replacing June Carter) - Maybelle Carter – vocals, guitar, autoharp - Helen Carter – vocals, guitar - Anita Carter – vocals, guitar - Robbie Harden – vocals                          |
| (1971–1978)                           | - Maybelle Carter – vocals, guitar, autoharp - Helen Carter – vocals, guitar - June Carter – vocals, guitar, autoharp - Anita Carter – vocals, guitar                                                                               |
| (1978–1996)                           | - Helen Carter – vocals, guitar - Anita Carter – vocals, guitar - June Carter – vocals, guitar, autoharp |
| (2012–present) (as Carter Family III) | - John Carter Cash - Laura Cash - Dale Jett |

## Stile e Influenza

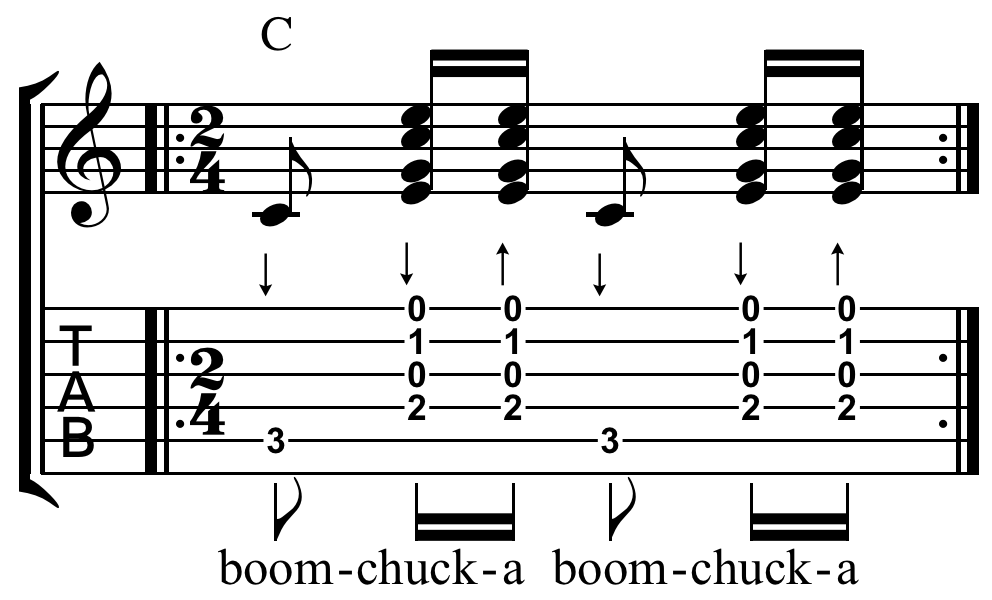
Schema del Carter Picking

Uno dei motivi di successo della Carter Family, oltre al repertorio di ballate folk, fu lo stile chitarristico di Maybelle Carter. Maybelle sviluppò una tecnica molto innovativa per l'epoca, conosciuta oggi come "Carter scratch" o "Carter picking", basata sul fingerstyle. Prima delle registrazioni della Carter Family, la chitarra era usata raramente come strumento protagonista, nella musica bianca, ma loro aiutarono a popolarizzarla, redendola uno strumento leader. Noto è il fatto che, alla fine degli anni venti, lo stile di Maybelle, era uno fra più imitati in assoluto tra i chitarristi.
Importanti furono anche le prodezze canore di Sara Carter, e il contrasto con lo stile vocale di A. P. Carter, costituito da una sonora voce bassa. Il maggior contributo di A.P., però, rimane forse la collezione di canzoni e ballate da lui raccolte nel corso delle spedizioni in campagna, attorno alla loro casa a Maces Springs, in Virginia. Oltre a ciò, la sua presenza maschile, fece sì che Sara e Maybelle potessero esibirsi senza porsi il problema di macchiare la loro reputazione. Queste ultime, arrangiavano le canzoni che A.P. portava loro, ma componevano anche brani originali, scritti di proprio pugno. Esse possono considerarsi come le antesignane di una serie di cantanti country femminili come Kitty Wells, Patsy Cline, Loretta Lynn, Skeeter Davis, Tammy Wynette, Dolly Parton e June Carter Cash, figlia di Maybelle e moglie di Johnny Cash.
Alla Carter Family (così come a Jimmie Rodgers), si deve inoltre il merito di aver reso la musica folk e country, generi di vasto successo commerciale, in America. Questo successo era alimentato dalle molte trasmissioni radiofoniche dei loro brani, che finirono con l'influenzare i folk singer e i cantanti country venuti dopo. I loro brani, costruiti da strofe alternate a ritornelli e a vari momenti musicali, influenzarono la struttura della canzone popolare o di commercio, in seguito conosciuta come pop. Fin dal loro esordio in una trasmissione radiofonica, nel 1927, ottennero grande fama, divenendo uno tra i primi fenomeni di successo della storia della musica popolare contemporanea. Siccome il loro repertorio comprendeva anche ballate a tema religioso, ebbero importante influenza anche sulla musica gospel. Si rivelarono molti influenti anche per generi come il bluegrass o il rock.

## Riscoperta
La loro influenza non si fermò agli anni in cui furono attivi, ma vennero riscoperti negli anni sessanta, durante il periodo del folk revival, divenendo formazione mito per una nuova generazione di cantautori.
I revivalisti del folk, negli anni '60, attinsero molto dal repertorio storico della Carter Family, ad esempio Joan Baez, la quale registrò numerose cover della band: "Wildwood Flower", "Little Moses", "Engine 143", "Little Darling, Pal of Mine", e "Gospel Ship".
Bob Dylan, nei primi anni di attività, propose la sua versione del brano "Wayworn Traveller" della Carter Family, utilizzandone la melodia per comporre la canzone "Paths of Victory", inserita nella raccolta Bootleg Series Vol. 1-3. Più tardi, cambiando la melodia del brano in 3\4 e riscrivendone totalmente il testo, compose la celebre "The Times They Are a-Changin'".

## Onorificenze
- La Carter Family fu ammessa nella Country Music Hall of Fame nel 1970, con il titolo di "The First Family of Country Music".
- Nel 1988, la Carter Family fu introdotta nella Grammy Hall of Fame, e ricevette un premio per la canzone "Will the Circle Be Unbroken".
- Nel 1993, un francobollo commemorativo venne dedicato ai membri della prima generazione.
- Nel 2001, il gruppo fu introdotto nella International Bluegrass Music Hall of Honor.
- Nel 2004, il gruppo ottenne il riconoscimento dell'Americana Music Association (AMA Presidents Award), un'associazione culturale no-profit, cui scopo è quello di preservare la vecchia musica americana delle origini[10].
- Nel 2005, il gruppo ricevette il Grammy Lifetime Achievement Award.
- I luoghi correlati alla formazione originale della Carter Family (come l'abitazione o il luogo di nascita), fanno parte della National Register of Historic Places[11].

## Luoghi inseriti nella National Register of Historic Places

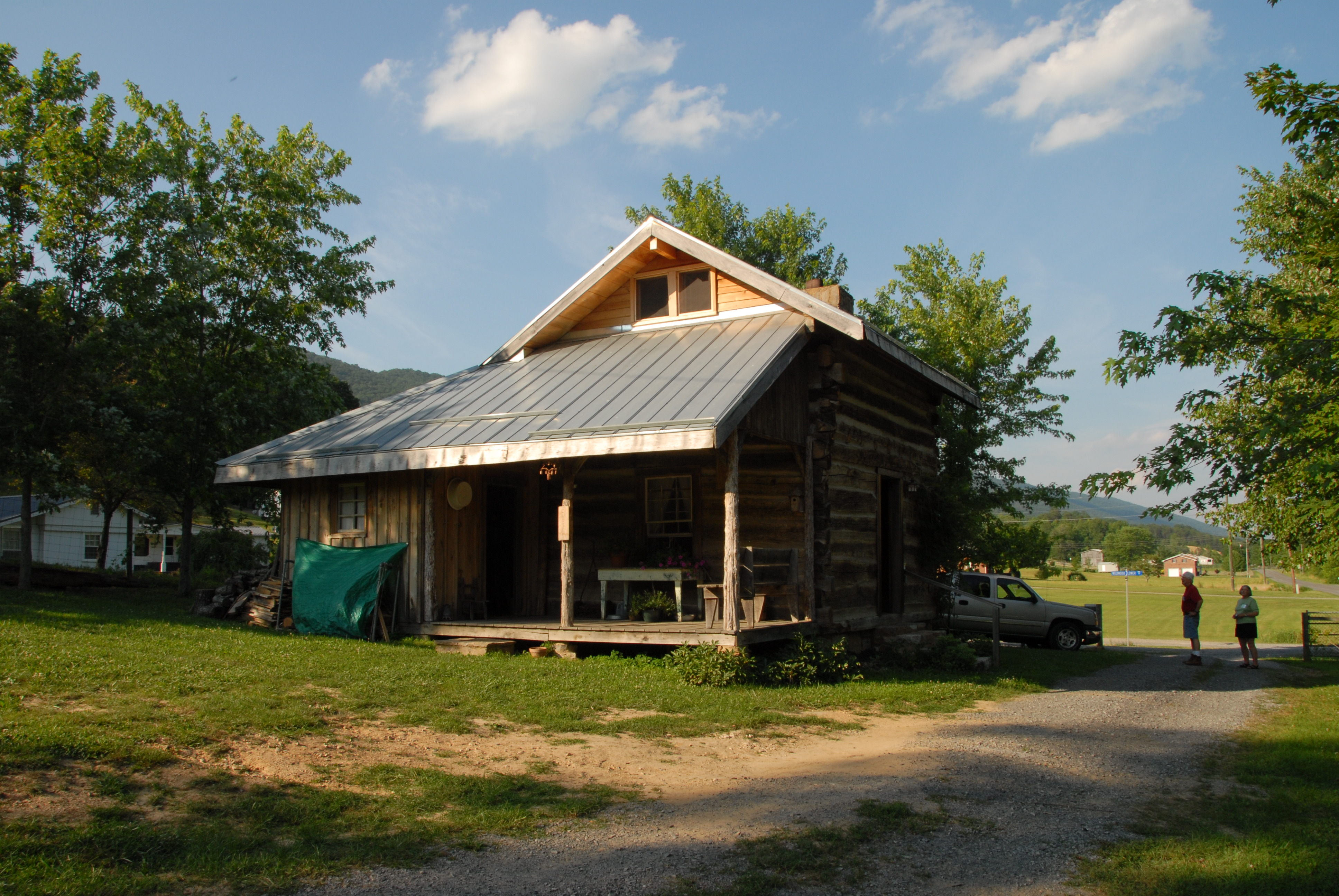
Foto della capanna dove nacque A.P. Carter; oggi questo luogo fa parte della National Register of Historic Places

I luoghi correlati alla Carter Family, furono inseriti nella National Register of Historic Places nell'anno 1985, e sono tutti situati a Maces Spring, Scott Country, in Virginia. Nel dettaglio, i luoghi sono:

### A. P. and Sara Carter House
L'originale abitazione prevedeva soltanto un piano, ma tra gli anni '20 e gli anni '30, fu allargata con l'aggiunta di un ulteriore mezzo piano per permettere di avere più posto nella camera da letto. Il rimodellamento, fece in seguito assomigliare l'abitazione a un tipico bungalow americano. La casa è importante per essere stato il luogo nel quale abitavano A.P. Carter e la moglie Sara Carter.

### A. P. Carter Homeplace
È la capanna dove nacque A.P. Carter. Si presenta come una piccola abitazione in legno, con una singola stanza al primo piano, e una soffitta al piano superiore. Oggi, la capanna è un'importante meta turistica per gli appassionati di musica country delle origini.

### A.P. Carter Store
L'emporio fu costruito nel 1945, e si presenta come una struttura a un piano in legno, di colore bianco, con tetto a falde. Il negozio era gestito da A.P. Carter.

### Maybelle and Ezra Carter House
L'abitazione in origine prevedeva solo un piano, ma venne in seguito allargata, tra gli anni '20 e '30, con un ulteriore mezzo piano per un maggiore spazio nella camera da letto. Nel 1936, a lavori ultimati, la casa assomigliava a un tipico bungalow locale. Fu l'abitazione di Maybelle Carter e di suo marito Ezra Carter, fratello di A.P. Carter.

### Mt. Vernon Methodist Church
Conosciuta anche con il nome di Mt. Vernon United Methodist Church, questa chiesa metodista venne costruita nel 1895, e si presenta come una costruzione a un piano di forma rettangolare, con tetto a capanna, e campanile in legno. Dietro all'edificio si trova un cimitero, al quale interno sono situate le tombe di A.P. Carter e Sara Carter.

## Carter Family Fold

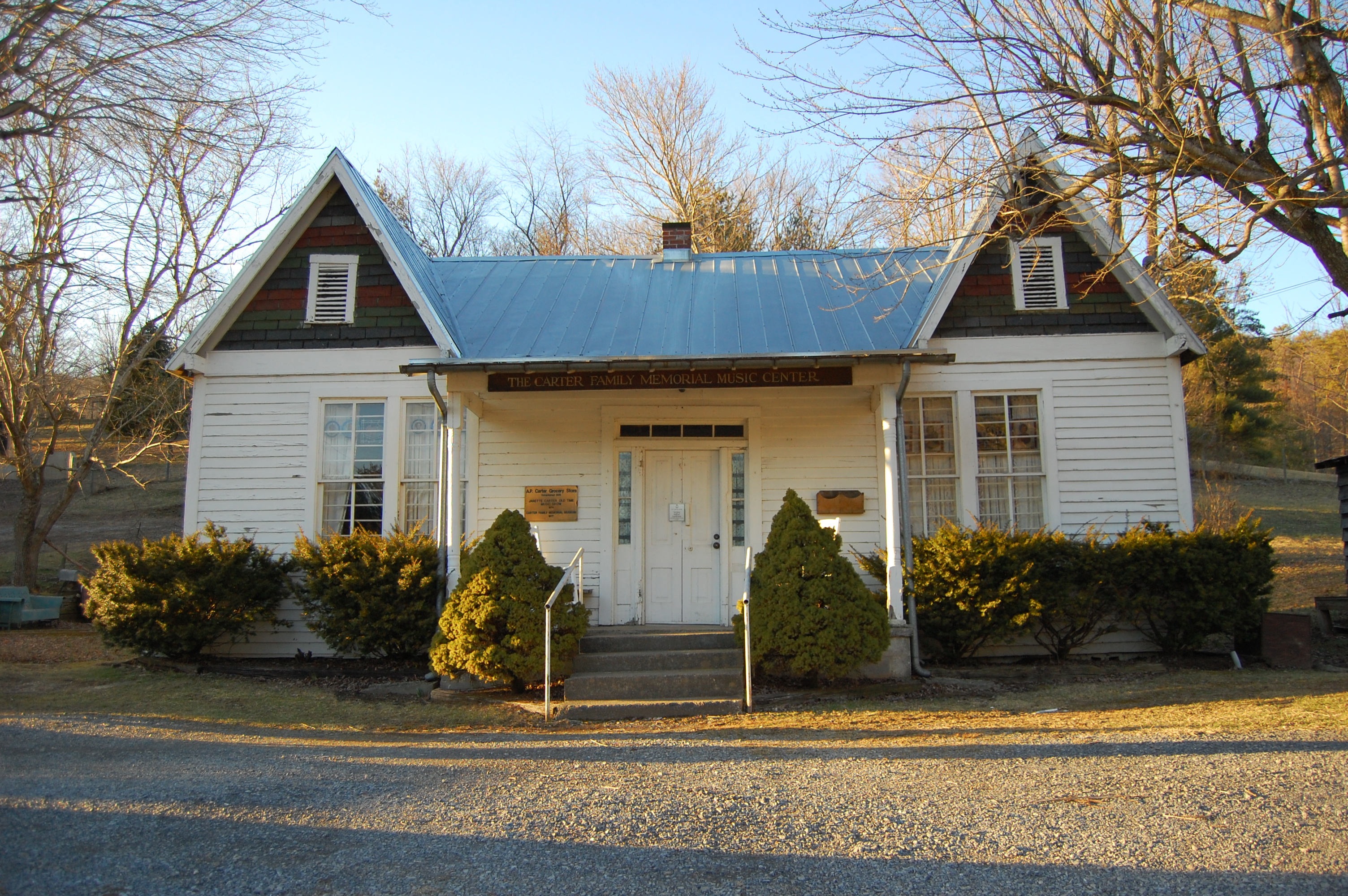
Il Carter Store, emporio costruito e gestito da A.P. Carter, è oggi la sede principale del museo dedicato alla Carter Family

La Carter Family Fold è una sede di concerti e musical, situata vicino a Hiltons, in Virginia, e fondata da Janette Carter, figlia di A.P. e Sara Carter, nel 1979. Dedicata alla preservazione e all'esecuzione di vecchia musica country e bluegrass, venne così nominata in onore della prima formazione della Carter Family.
Il Fold presenta concerti settimanali, eseguiti con strumentazione acustica e nulla di elettrico, per preservare le antiche usanze (sebbene venne fatta un'eccezione alla regola per le esibizioni dal vivo di Johnny Cash, parente acquisito della Carter Family, dopo il matrimonio con June Carter, figlia di Maybelle). Nella sede è proibito fumare e bere.
Molti dei partecipanti alle esibizioni dal vivo nel Fold, sono artisti conosciuti solo fra la comunità degli appassionati di bluegrass e vecchio country, e non sono molto conosciuti al di fuori di quella cerchia. Spesso, Johnny Cash si esibiva al Fold, e lì tenne il suo ultimo concerto, il 5 luglio 2003, cinque mesi prima di morire.
Il Fold ha inoltre una sala da ballo, dove viene eseguita una danza locale, conosciuta con il nome di Appalachian clogging. Ha una capacità di 842 posti sedia, disposti in un ampio salone, nel quale vengono eseguiti gli spettacoli.
La sede è inoltre l'attrazione principale del Carter Family Memorial Music Center, Inc., un'organizzazione no-profit. Questa include inoltre la capanna, costruita nel 1880, dove nacque A.P. Carter. La capanna fu rimossa dalla sua locazione originaria, e trasportata vicino al Fold, dove venne ristrutturata prima della morte di Janette Carter, nel 2006. La cantante Mary Stuart, ex membro della band di Johnny Cash, fu un elemento determinante nella raccolta di fondi per il trasporto e il restauro della capanna.
L'emporio costruito da A.P. Carter, con l'aiuto di alcuni amici, verso la seconda metà degli anni '40, è oggi la sede del Carter Family Museum, ovvero il museo dedicato al gruppo. L'emporio fu rinnovato nel settembre 2009, e dopo il restauro, una larga parte dei beni posseduti in vita dalla Carter Family, fu trasferito ed esposto nella struttura. Il giorno dell'inaugurazione del museo, si tenne una manifestazione, alla quale prese parte una grande folla, con tanto di taglio del fiocco rosso cerimoniale da parte di Rita Forrester (figlia di Janette Carter) e Mary Stuart, la quale successivamente tenne un concerto speciale con la sua band, i Fabulous Superlatives.
Sempre nel 2009, l'organizzazione acquistò una larga proprietà dall'altra parte della strada, la quale comprendeva una casa con tre camere da letto, poi convertita in ufficio. Lo spazio restante, fu adibito a parcheggio.
La Carter Family Fold e il museo, sono situati in una regione povera del sud Virginia, ai piedi della Clinch Mountain, in un insediamento conosciuto come Maces Spring. Maces Spring fu il paese natale di A.P., Sara e Maybelle Carter, e relativi famigliari. Da quando Maces Spring non ha più un ufficio postale, viene considerato parte dell'area di Hiltons.

### Controversie
Nel 2007, ci fu una controversia riguardante alcuni nastri contenenti registrazioni dal vivo della Carter Family, i quali furono consegnati da Dale Jett, figlio di Janette Carter, alla University of North Carolina's Southern Folklife Collection. Il consiglio del Fold pretese immediatamente la restituzione dei nastri, sostenendo che Jett avesse trasferito i medesimi a loro insaputa. Il consiglio sostenne che i nastri erano loro proprietà, e Jett non avrebbe avuto alcun diritto di spostarli.
La risposta di Jett fu: "La mia unica preoccupazione era quella di preservare i nastri nel tempo. E dovrebbe anche essere l'unica preoccupazione del Fold. I nastri non appartengono al Fold, ma appartengono alle persone che cantano in essi".

## Discografia

### Registrazioni su 78 giri
Bluebird Records
- Anchored in Love
- I'll Be All Smiles Tonight
- Keep on the Sunny Side
- Little Moses
- Mid the Green Fields of Virginia
- My Clinch Mountain Home
- Picture on the Wall
- Wabash Cannonball
- Wildwood Flower
- Worried Man Blues

Montgomery Ward Records
- Lonesome Pine Special
- Two Sweethearts
- Where We'll Never Grow Old

Decca Records
- Coal Miner Blues
- Hello Stranger
- My Dixie Darling
- You Are My Flower

Victor Records

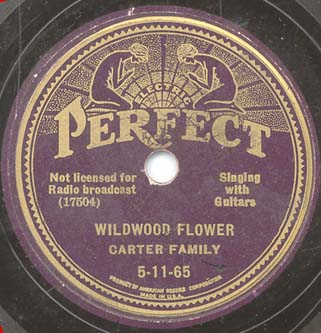
Wildwood Flower, uno dei dischi di maggior successo della Carter Family

- Bury Me Beneath the Weeping Willow
- Foggy Mountain Top
- Gold Watch and Chain
- I'm Thinking Tonight of My Blue Eyes
- Keep on the Firing Line
- My Old Cottage Home
- On the Sea of Gallee
- The Church in the Wildwood
- The Storms Are on the Ocean

Vocalion Records
- Broken Hearted Love
- Can the Circle Be Unbroken

### Album in studio
- 1972 - Travelin' Minstrel Band
- 1973 - Mother Maybelle Carter
- 1976 - Country's First Family

### Singoli
- 1928 - Bury Me Under the Weeping Willow
- 1928 - Wildwood Flower
- 1929 - I'm Thinking Tonight of My Blue Eyes
- 1935 - Can the Circle Be Unbroken (By and By)
- 1971 - A Song to Mama (con Johnny Cash)
- 1971 - Travelin' Minstrel Band
- 1972 - Travelin' Minstrel Band
- 1972 - The World Needs a Melody (con Johnny Cash)
- 1973 - Praise the Lord and Pass the Soup (with Johnny Cash & The Oak Ridge Boys)
- 1973 - Pick the Wildwood Flower (with Johnny Cash)

## Compilation
| Anno | Album                                                                           | Etichetta |
| ---- | ------------------------------------------------------------------------------- | --------- |
| 1993 | Anchored in Love: Their Complete Victor Recordings (1927-1928)                  | Rounder   |
| 1993 | My Clinch Mountain Home: Their Complete Victor Recordings (1928-1929)           | Rounder   |
| 1995 | When the Roses Bloom in Dixieland: Their Complete Victor Recordings (1929-1930) | Rounder   |
| 1995 | Worried Man Blues: Their Complete Victor Recordings (1930)                      | Rounder   |
| 1996 | Sunshine in the Shadows: Their Complete Victor Recordings (1931-1932)           | Rounder   |
| 1997 | Give Me the Roses While I Live: Their Complete Victor Recordings (1932-1933)    | Rounder   |
| 1998 | Gold Watch and Chain: Their Complete Victor Recordings (1933-1934)              | Rounder   |
| 1998 | Longing for Old Virginia: Their Complete Victor Recordings (1934)               | Rounder   |
| 1998 | Last Sessions: Their Complete Victor Recordings (1934-1941)                     | Rounder   |